# Francesco Proietti Cosimi
Francesco Proietti Cosimi (Subiaco, 8 settembre 1951 – Roma, 8 marzo 2021) è stato un politico italiano.

## Biografia
Nato a Subiaco, visse a Roma.
Stretto collaboratore del segretario del MSI Gianfranco Fini, lo seguì nel 1995 in AN e ne diventò il segretario particolare. Fu segretario provinciale a Roma di Alleanza Nazionale. Componente della Commissione nazionale di AN, fu inoltre presidente di "Livata 2001", società che gestisce gli impianti dell'omonimo monte.
Nel 2006 fu eletto deputato alla Camera nella lista di AN nella circoscrizione Lazio 1. Alla Camera fece parte della commissione Difesa .
Nel 2008 venne rieletto deputato nella lista del PDL. Il 30 luglio 2010 aderì al gruppo Futuro e Libertà per l'Italia. Restò parlamentare fino al marzo 2013, quando , ricandidato con FLI nella circoscrizione Lazio 1, non fu più rieletto.
Nel dicembre 2015 divenne coordinatore nazionale di una associazione ridenominata MSI-DN .

## Procedimenti giudiziari
Nel 2007 rimase coinvolto nelle indagini avviate dal GIP di Potenza e che videro coinvolto anche il Principe Vittorio Emanuele di Savoia, in quanto molte sue conversazioni compromettenti apparivano nelle intercettazioni telefoniche con l'ex protavoce di Fini Salvatore Sottile, ordinate dalla magistratura, e vennero pubblicate su numerosi quotidiani nazionali.
Nel giugno dello stesso anno arrivò l'archiviazione per Sottile e conseguenzialmente decadeva qualsiasi collegamento con interessi illeciti legati alla vicenda di Vittorio Emanuele di Savoia.